# Polgármester-választások Váradon
1990 és 2019 között nyolc polgármester-választást  tartottak Váradon.
A nyolc választás során négy polgármester nyerte el a választók többségének bizalmát. 2019 ősze óta Kiss Ildikó a Baranya megyei község első embere. 
A részvételi hajlandóság jellemzően igen magas, többnyire 80% fölötti volt. Egy eset kivételével mindig több jelölt állt rajtvonalhoz és általában a hivatalban lévő polgármester is megmérettette magát.

## Háttér
A bő száz lelkes község Baranya megye nyugati részén található. A XX. század első felében még Somogy vármegyéhez tartozott, ám 1950-es megyerendezés során a Szigetvári járás nagy részével együtt átcsatolták Baranya megyéhez. 1994 és 2014 között a Szigetvári kistérség tagja, 2013 óta az újra létrejövő Szigetvári járás része.
A rendszerváltás előtti évtizedekben Várad közös tanácsot alkotott nyolc környékbeli községgel, melynek székhelye Kétújfalun volt. A nyolcvanas években a közös tanács elnöke Monszider József volt.

### Alapadatok
| Év   | Jelöltek | Részvétel |
| ---- | -------- | --------- |
| 1994 | 1        | 44%       |
| 1998 | 3        | 83%       |
| 2002 | 2        | 78%       |
| 2006 | 3        | 91%       |
| 2010 | 2        | 87%       |
| 2014 | 4        | 90%       |
| 2019 | 3        | 88%       |

Az önkormányzati választásokon általában igen magas volt a részvételi hajlandóság. A legalacsonyabb szavazói kedv 1994-ben volt (44%), azon a választáson, amikor csak egyetlen jelölt állt rajtvonalhoz. Azóta minden esetben a polgárok több mint háromnegyede elment szavazni. A legmagasabb a részvételi arány 2006-ban és 2014-ben volt (91% és 90%). 1998 óta mindig több jelölt indult a választásokon és az 1998-as volt az egyetlen olyan választás, amelyiken nem indult a hivatalban lévő polgármester. (Az 1990-es választásokról nem állnak rendelkezésre részletes adatok.)
A település lakóinak a száma 120 és 150 körül mozgott a rendszerváltás óta, sokáig kitartóan csökkenést mutatva. A község lélekszámából fakadóan a képviselő-testület létszáma előbb 3, majd 5 fős volt, a 2010-es önkormányzati reformot követően pedig 4 fős lett. A választójogosultak száma 90 és 105 között ingadozott.
Időközi polgármester-választásra az ezredforduló óta nem került sor.
| Alapadatok (1990-2019) | Alapadatok (1990-2019) | Alapadatok (1990-2019) | Alapadatok (1990-2019) | Alapadatok (1990-2019) | Alapadatok (1990-2019) | Alapadatok (1990-2019) |
| Év                     | Nap                    | Lakók                  | Lakók                  | Választó- jogosult     | Szavazó                | Részvétel              |
| Év                     | Nap                    | száma                  | +/–                    | Választó- jogosult     | Szavazó                | Részvétel              |
| ---------------------- | ---------------------- | ---------------------- | ---------------------- | ---------------------- | ---------------------- | ---------------------- |
| 1990                   | szept.30.              | 155                    | (nincs adat)           | (nincs adat)           | (nincs adat)           | (nincs adat)           |
| 1994                   | dec.11.                | 148                    | -7                     | 103                    | 45                     | 43,7%                  |
| 1998                   | okt.18.                | 147                    | -1                     | 103                    | 86                     | 83,5%                  |
| 2002                   | okt.20.                | 142                    | -5                     | 105                    | 82                     | 78,1%                  |
| 2006                   | okt.1.                 | 136                    | -6                     | 91                     | 83                     | 91,2%                  |
| 2010                   | okt.3.                 | 126                    | -10                    | 95                     | 83                     | 87,4%                  |
| 2014                   | okt.12.                | 119                    | -7                     | 105                    | 94                     | 89,5%                  |
| 2019                   | okt.13.                | 129                    | +10                    | 103                    | 91                     | 88,3%                  |

## Választások
| \| 1990 \| |                                         |          |                 |
| Jelölt     | Jelölt                                  | Szavazat | Szavazat        |
|            | Séner Antalné –                         | n.a.     | n.a.            |
|            | {{{jelölt2}}} –                         |          | {{{százalék2}}} |
|            | {{{jelölt3}}} –                         |          | {{{százalék3}}} |
|            | {{{jelölt4}}} –                         |          | {{{százalék4}}} |
|            | {{{jelölt5}}} –                         |          | {{{százalék5}}} |
|            | {{{jelölt6}}} –                         |          | {{{százalék6}}} |
|            | {{{jelölt7}}} –                         |          | {{{százalék7}}} |
|            | {{{jelölt8}}} –                         |          | {{{százalék8}}} |
|            | {{{jelölt9}}} –                         |          | {{{százalék9}}} |
|            | további jelöltekről nincs elérhető adat |          |                 |
|            |                                         |          |                 |
| 1990       |                                         |          |                 |

| \| 1994 \| \| Részvétel: 44% \| |                 |                |                 |
| Jelölt                          | Jelölt          | Szavazat       | Szavazat        |
|                                 | Séner Antalné – | 39             | 100%            |
|                                 | {{{jelölt2}}} – |                | {{{százalék2}}} |
|                                 | {{{jelölt3}}} – |                | {{{százalék3}}} |
|                                 | {{{jelölt4}}} – |                | {{{százalék4}}} |
|                                 | {{{jelölt5}}} – |                | {{{százalék5}}} |
|                                 | {{{jelölt6}}} – |                | {{{százalék6}}} |
|                                 | {{{jelölt7}}} – |                | {{{százalék7}}} |
|                                 | {{{jelölt8}}} – |                | {{{százalék8}}} |
|                                 | {{{jelölt9}}} – |                | {{{százalék9}}} |
|                                 |                 |                |                 |
|                                 |                 |                |                 |
| 1994                            |                 | Részvétel: 44% |                 |

| \| 1998 \| \| Részvétel: 83% \| |                 |                |                 |
| Jelölt                          | Jelölt          | Szavazat       | Szavazat        |
|                                 | Kiss István –   | 49             | 57,6%           |
|                                 | Jakab Ferenc –  | 33             | 38,8%           |
|                                 | Pintér Vendel – | 3              | 3,5%            |
|                                 | {{{jelölt4}}} – |                | {{{százalék4}}} |
|                                 | {{{jelölt5}}} – |                | {{{százalék5}}} |
|                                 | {{{jelölt6}}} – |                | {{{százalék6}}} |
|                                 | {{{jelölt7}}} – |                | {{{százalék7}}} |
|                                 | {{{jelölt8}}} – |                | {{{százalék8}}} |
|                                 | {{{jelölt9}}} – |                | {{{százalék9}}} |
|                                 |                 |                |                 |
|                                 |                 |                |                 |
| 1998                            |                 | Részvétel: 83% |                 |

| \| 2002 \| \| Részvétel: 78% \| |                 |                |                 |
| Jelölt                          | Jelölt          | Szavazat       | Szavazat        |
|                                 | Kiss István –   | 41             | 50,6%           |
|                                 | Jakab Ferenc –  | 40             | 49,4%           |
|                                 | {{{jelölt3}}} – |                | {{{százalék3}}} |
|                                 | {{{jelölt4}}} – |                | {{{százalék4}}} |
|                                 | {{{jelölt5}}} – |                | {{{százalék5}}} |
|                                 | {{{jelölt6}}} – |                | {{{százalék6}}} |
|                                 | {{{jelölt7}}} – |                | {{{százalék7}}} |
|                                 | {{{jelölt8}}} – |                | {{{százalék8}}} |
|                                 | {{{jelölt9}}} – |                | {{{százalék9}}} |
|                                 |                 |                |                 |
|                                 |                 |                |                 |
| 2002                            |                 | Részvétel: 78% |                 |

| \| 2006 \| \| Részvétel: 91% \| |                 |                |                 |
| Jelölt                          | Jelölt          | Szavazat       | Szavazat        |
|                                 | Kiss István –   | 51             | 61,4%           |
|                                 | Jakab Ferenc –  | 23             | 27,7%           |
|                                 | Bicsár László – | 9              | 10,8%           |
|                                 | {{{jelölt4}}} – |                | {{{százalék4}}} |
|                                 | {{{jelölt5}}} – |                | {{{százalék5}}} |
|                                 | {{{jelölt6}}} – |                | {{{százalék6}}} |
|                                 | {{{jelölt7}}} – |                | {{{százalék7}}} |
|                                 | {{{jelölt8}}} – |                | {{{százalék8}}} |
|                                 | {{{jelölt9}}} – |                | {{{százalék9}}} |
|                                 |                 |                |                 |
|                                 |                 |                |                 |
| 2006                            |                 | Részvétel: 91% |                 |

| \| 2010 \| \| Részvétel: 87% \| |                 |                |                 |
| Jelölt                          | Jelölt          | Szavazat       | Szavazat        |
|                                 | Kiss István –   | 54             | 65,9%           |
|                                 | Jakab Ferenc –  | 28             | 34,1%           |
|                                 | {{{jelölt3}}} – |                | {{{százalék3}}} |
|                                 | {{{jelölt4}}} – |                | {{{százalék4}}} |
|                                 | {{{jelölt5}}} – |                | {{{százalék5}}} |
|                                 | {{{jelölt6}}} – |                | {{{százalék6}}} |
|                                 | {{{jelölt7}}} – |                | {{{százalék7}}} |
|                                 | {{{jelölt8}}} – |                | {{{százalék8}}} |
|                                 | {{{jelölt9}}} – |                | {{{százalék9}}} |
|                                 |                 |                |                 |
|                                 |                 |                |                 |
| 2010                            |                 | Részvétel: 87% |                 |

| \| 2014 \| \| Részvétel: 90% \| |                          |                |                 |
| Jelölt                          | Jelölt                   | Szavazat       | Szavazat        |
|                                 | Balogh Ferenc –          | 39             | 41,5%           |
|                                 | Kiss István –            | 24             | 25,5%           |
|                                 | Vass Beáta –             | 10             | 10,6%           |
|                                 | Sásdi Eszter Fidesz-KDNP | 9              | 9,6%            |
|                                 | {{{jelölt5}}} –          |                | {{{százalék5}}} |
|                                 | {{{jelölt6}}} –          |                | {{{százalék6}}} |
|                                 | {{{jelölt7}}} –          |                | {{{százalék7}}} |
|                                 | {{{jelölt8}}} –          |                | {{{százalék8}}} |
|                                 | {{{jelölt9}}} –          |                | {{{százalék9}}} |
|                                 |                          |                |                 |
|                                 |                          |                |                 |
| 2014                            |                          | Részvétel: 90% |                 |

| \| 2019 \| \| Részvétel: 88% \| |                 |                |                 |
| Jelölt                          | Jelölt          | Szavazat       | Szavazat        |
|                                 | Kiss Ildikó –   | 42             | 46,2%           |
|                                 | Balogh Ferenc – | 39             | 42,9%           |
|                                 | Bicsár László – | 10             | 11,0%           |
|                                 | {{{jelölt4}}} – |                | {{{százalék4}}} |
|                                 | {{{jelölt5}}} – |                | {{{százalék5}}} |
|                                 | {{{jelölt6}}} – |                | {{{százalék6}}} |
|                                 | {{{jelölt7}}} – |                | {{{százalék7}}} |
|                                 | {{{jelölt8}}} – |                | {{{százalék8}}} |
|                                 | {{{jelölt9}}} – |                | {{{százalék9}}} |
|                                 |                 |                |                 |
|                                 |                 |                |                 |
| 2019                            |                 | Részvétel: 88% |                 |

| Áttekintő táblázat | Áttekintő táblázat         | Áttekintő táblázat         | Áttekintő táblázat         | Áttekintő táblázat | Áttekintő táblázat | Áttekintő táblázat | Áttekintő táblázat |
| Év                 | Megválasztott polgármester | Megválasztott polgármester | Megválasztott polgármester | Szavazat           | Szavazat           | Előny a 2. előtt   | Előny a 2. előtt   |
| Év                 | név                        | szervezet                  | szervezet                  | db                 | érv.%              | db                 | %                  |
| ------------------ | -------------------------- | -------------------------- | -------------------------- | ------------------ | ------------------ | ------------------ | ------------------ |
| 1990               | Séner Antalné              |                            | –                          | (nincs adat)       | (nincs adat)       | (nincs adat)       | (nincs adat)       |
| 1994               | Séner Antalné              |                            | –                          | 39                 | 100,0%             | –                  | –                  |
| 1998               | Kiss István                |                            | –                          | 49                 | 57,6%              | +16                | +19%               |
| 2002               | Kiss István                |                            | –                          | 41                 | 50,6%              | +1                 | +1%                |
| 2006               | Kiss István                |                            | –                          | 51                 | 61,4%              | +28                | +34%               |
| 2010               | Kiss István                |                            | –                          | 54                 | 65,9%              | +26                | +32%               |
| 2014               | Balogh Ferenc              |                            | –                          | 39                 | 41,5%              | +15                | +16%               |
| 2019               | Kiss Ildikó                |                            | –                          | 42                 | 46,2%              | +3                 | +3%                |

| Kiegészítő adatok | Kiegészítő adatok | Kiegészítő adatok | Kiegészítő adatok | Kiegészítő adatok | Kiegészítő adatok |
| Év                | jelöltek száma    | HL?               | Rész- vétel       | Érvényes szavazat | Érvény- telen     |
| ----------------- | ----------------- | ----------------- | ----------------- | ----------------- | ----------------- |
| 1990              | n.a.              | ?                 | (nincs adat)      | (nincs adat)      | (nincs adat)      |
| 1994              | 1                 | ✓                 | 44%               | 39                | 13,3%             |
| 1998              | 3                 | ✗                 | 83%               | 85                | 1,2%              |
| 2002              | 2                 | ✓                 | 78%               | 81                | 1,2%              |
| 2006              | 3                 | ✓                 | 91%               | 83                | 0,0%              |
| 2010              | 2                 | ✓                 | 87%               | 82                | 1,2%              |
| 2014              | 4                 | ✓                 | 90%               | 94                | 0,0%              |
| 2019              | 3                 | ✓                 | 88%               | 91                | 0,0%              |

| Összehasonlító tábla (1994 óta) | Összehasonlító tábla (1994 óta) | Összehasonlító tábla (1994 óta) | Összehasonlító tábla (1994 óta) | Összehasonlító tábla (1994 óta) | Összehasonlító tábla (1994 óta) | Összehasonlító tábla (1994 óta) | Összehasonlító tábla (1994 óta) | Összehasonlító tábla (1994 óta) |
| Év                              | Polgármester-jelölt             | Polgármester-jelölt             | Polgármester-jelölt             | #.                              | Szavazat                        | Szavazat                        | Szavazat                        | Szavazat                        |
| Év                              | név                             | szervezet                       | szervezet                       | #.                              | db                              | jogosultak arányában            | szavazók arányában              | érvényes szavazatok arányában   |
| ------------------------------- | ------------------------------- | ------------------------------- | ------------------------------- | ------------------------------- | ------------------------------- | ------------------------------- | ------------------------------- | ------------------------------- |
| 1994                            | Séner Antalné                   |                                 | –                               | 1.                              | 39                              | 37,9%                           | 86,7%                           | 100,0%                          |
| 1998                            | Kiss István                     |                                 | –                               | 1.                              | 49                              | 47,6%                           | 57,0%                           | 57,6%                           |
| 1998                            | Jakab Ferenc                    |                                 | –                               | 2.                              | 33                              | 32,0%                           | 38,4%                           | 38,8%                           |
| 1998                            | Pintér Vendel                   |                                 | –                               | 3.                              | 3                               | 2,9%                            | 3,5%                            | 3,5%                            |
| 2002                            | Kiss István                     |                                 | –                               | 1.                              | 41                              | 39,0%                           | 50,0%                           | 50,6%                           |
| 2002                            | Jakab Ferenc                    |                                 | –                               | 2.                              | 40                              | 38,1%                           | 48,8%                           | 49,4%                           |
| 2006                            | Kiss István                     |                                 | –                               | 1.                              | 51                              | 56,0%                           | 61,4%                           | 61,4%                           |
| 2006                            | Jakab Ferenc                    |                                 | –                               | 2.                              | 23                              | 25,3%                           | 27,7%                           | 27,7%                           |
| 2006                            | Bicsár László                   |                                 | –                               | 3.                              | 9                               | 9,9%                            | 10,8%                           | 10,8%                           |
| 2010                            | Kiss István                     |                                 | –                               | 1.                              | 54                              | 56,8%                           | 65,1%                           | 65,9%                           |
| 2010                            | Jakab Ferenc                    |                                 | –                               | 2.                              | 28                              | 29,5%                           | 33,7%                           | 34,1%                           |
| 2014                            | Balogh Ferenc                   |                                 | –                               | 1.                              | 39                              | 37,1%                           | 41,5%                           | 41,5%                           |
| 2014                            | Kiss István                     |                                 | –                               | 2.                              | 24                              | 22,9%                           | 25,5%                           | 25,5%                           |
| 2014                            | Vass Beáta                      |                                 | –                               | 3.                              | 10                              | 9,5%                            | 10,6%                           | 10,6%                           |
| 2014                            | Sásdi Eszter                    |                                 | Fidesz-KDNP                     | 4.                              | 9                               | 8,6%                            | 9,6%                            | 9,6%                            |
| 2019                            | Kiss Ildikó                     |                                 | –                               | 1.                              | 42                              | 40,8%                           | 46,2%                           | 46,2%                           |
| 2019                            | Balogh Ferenc                   |                                 | –                               | 2.                              | 39                              | 37,9%                           | 42,9%                           | 42,9%                           |
| 2019                            | Bicsár László                   |                                 | –                               | 3.                              | 10                              | 9,7%                            | 11,0%                           | 11,0%                           |

## Polgármesterek
| 1990-'94      | 1994-'98      | 1998-'02    | 2002-'06    | 2006-'10    | 2010-'14    | 2014-'19      | 2019-       |
| ------------- | ------------- | ----------- | ----------- | ----------- | ----------- | ------------- | ----------- |
| Séner Antalné | Séner Antalné | Kiss István | Kiss István | Kiss István | Kiss István | Balogh Ferenc | Kiss Ildikó |
|               |               |             |             |             |             |               |             |
| –             | –             | –           | –           | –           | –           | –             | –           |
|               |               |             |             |             |             |               |             |